# Phanwiwat Aunmueang
Phanwiwat Aunmueang (thailändisch พันธ์วิวัฒน์ อุ่นเมือง; * 10. Januar 2000) ist ein thailändischer Fußballspieler.

## Karriere
Phanwiwat Aunmueang steht seit 2020 beim Khon Kaen United FC unter Vertrag. Der Verein aus Khon Kaen spielt in der zweiten thailändischen Liga, der Thai League 2. Sein Profidebüt gab er am 31. März 2021 im letzten Saisonspiel gegen den Lampang FC. Hier stand er in der Startelf und spielte die kompletten 90 Minuten. In der Saison 2020/21 wurde er mit Khon Kaen Tabellenvierter und qualifizierte sich für die Aufstiegsspiele zur zweiten Liga. Hier konnte man sich im Endspiel gegen den Nakhon Pathom United FC durchsetzen und stieg somit in die zweite Liga auf. Im Juli 2021 wechselte er auf Leihbasis zum Drittligisten Phitsanulok FC. Mit dem Verein aus Phitsanulok spielte er einmal in der Northern Region der Liga. Die Hinrunde 2022/23 wurde er an den Drittligisten Nakhon Ratchasima United FC ausgeliehen. Neunmal stand er für den Verein aus Nakhon Ratchasima in der North/Eastern Region auf dem Spielfeld. Nach der Ausleihe kehrte er im Dezember nach Khon Kaen zurück. Anfang Januar 2023 ging er auf Leihbasis zum ebenfalls in der North/Eastern Region spielenden Drittligisten Khon Kaen Mordindang FC. Für Khon Kaen bestritt er elf Drittligaspiele. Im Sommer 2023 kehrte er zum Erstligisten zurück. Im Januar 2024 wechselte er ein weiteres Mal auf Leihbasis zum Khon Kaen Mordindang FC. Hier bestritt er acht Ligaspiele. Nach dem Ende der Ausleihe kehrte er nach Khon Kaen zurück. Hier wurde sein Vertrag nicht verlängert. Am 1. August 2024 verpflichtete ihn der Drittligaaufsteiger Roi Et PB United FC.